# Jardim Botânico de Nova Iorque
O Jardim Botânico de Nova Iorque (em inglês:  New York Botanical Garden, com sigla NYBG) é um prestigiado jardim botânico da cidade de Nova Iorque, um dos primeiros dos Estados Unidos, ocupando uma área de mais de um milhão de metros quadrados no Bronx Park, no borough do Bronx, e alberga um dos maiores acervos laboratoriais de espécimes vegetais.
O jardim botânico foi designado, em 28 de maio de 1967, um distrito do Registro Nacional de Lugares Históricos bem como, na mesma data, um Marco Histórico Nacional.

## Histórico
O Jardim foi fundado em 1891, em parte do território de Belmont, anteriormente propriedade do magnata do tabaco Pierre Lorillard, depois adquirida em campanha para levantamento de fundos pelo botânico da Columbia University, Nathaniel Lord Britton, que inspirou-se no Royal Botanic Gardens, em Londres. Foi declarada patrimônio histórico nacional dos EUA em 1967,,

## Localização e visitas

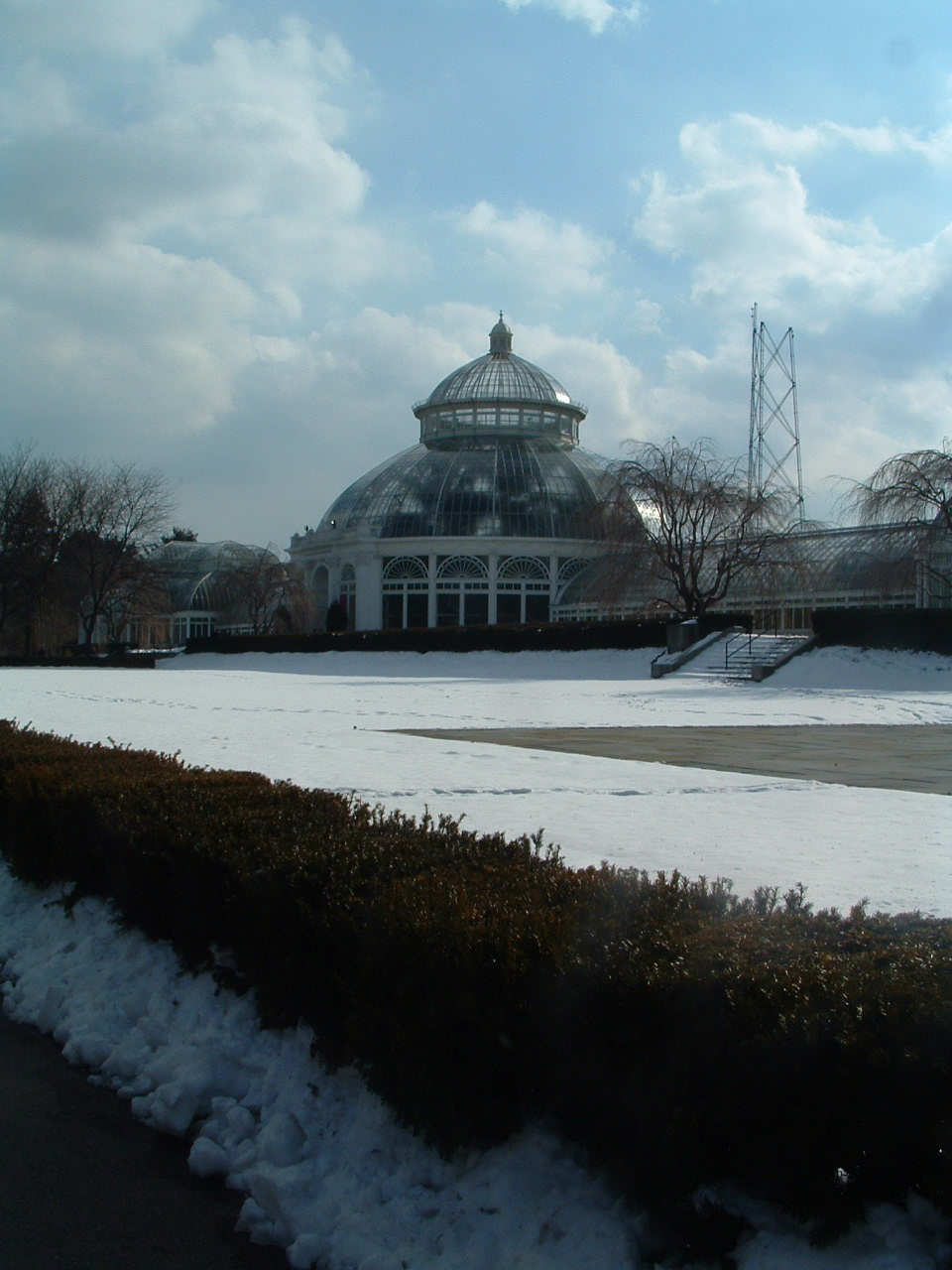
O Enid B. Haupt Conservatory, no inverno.

O jardim fica situado a leste da 200th Street e do Kazimiroff Boulevard, contendo 45 diferentes jardins e coleções vegetais. Turistas podem ali passear durante o dia, admirando cachoeiras artificiais, alagadiços e uns 50 acres (cerca de 202 mil metros quadrados) de mata com carvalhos, faias, cerejeiras, vidoeiros, freixos, etc., alguns com mais de dois séculos de idade.

### Atrações
Dentre os destaques do NYBG estão um equipamento de vindima da década de 1890, em ferro fundido, uma estufa em cristal de Lord & Burnham; o jardim memorial de rosas Peggy Rockefeller (originalmente erguido por Beatrix Farrand, em 1916; o jardim de pedras japonês; 37 acres (cerca de 150 mil m²) de coníferas; instalações para pesquisas extensivas, inclusive um centro de propagação, uma biblioteca com cinqüenta mil volumes e arquivo herbário com mais de sete milhões de espécimes botânicos, que datam de desde trezentos anos atrás.
No centro do Jardim estão 50 acres (200 mil m²) de bosques virgens, que representam a última porção da mata original que cobria toda a cidade de Nova Iorque, antes da chegada dos colonos europeus no século XVII. Esta floresta nativa é cortada pelo rio Bronx e possui um canyon fluvial e corredeiras, possuindo ao longo de sua margem um velho moinho usado pelo antigo proprietário Lorillard, datado de cerca de 1840.

## Pesquisas avançadas
O Pfizer Plant Research Laboratory, construído com fundos do National Oceanic and Atmospheric Administration, do estado e da cidade de Nova Iorque, e batizado em homenagem ao seu maior doador privado, é a mais nova instalação de pesquisas, inaugurada em 2006. Este laboratório é uma instituição de pesquisa pura, com os mais diversos projetos, com parcerias tanto universitárias quanto com companhias farmacêuticas. O cerne dos estudos é o genoma das plantas, a compreensão de como os genes contribuem para o desenvolvimento vegetal.
Um corpo de 200 profissionais treina 42 estudantes em doutorado do mundo inteiro; desde os anos 1890 que os cientistas do NYBG realizaram cerca de duas mil expedições através do planeta para a colheita das mais variegadas espécimes vegetais selvagens.
No Brasil, a cidade de Caetité foi visitada várias vezes, desde os anos 1970, por cientistas que ali efetuaram a coleta de diversas espécies
No laboratório de química vegetal são efetuadas catalogações de substâncias vegetais, objetivando criar um banco de dados químico de todo o mundo, armazenando ali, em 20 refrigeradores, milhões de espécies, que incluem espécies raras, em extinção ou já extintas. Para assegurar o funcionamento permanente desses congeladores contra blecautes possui um gerador elétrico de 300 kilowatts.

## Ligação externa
- Site Oficial do New York Botanical Garden (em inglês)